# نزهة

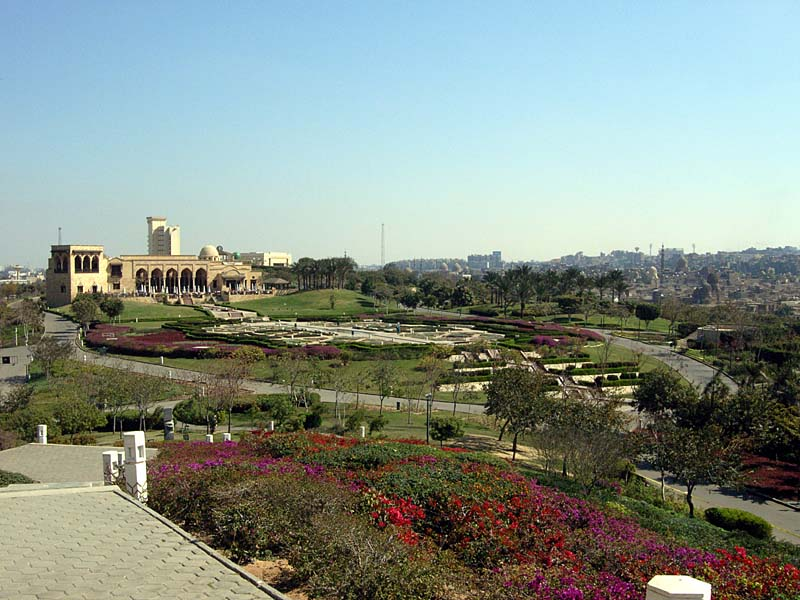
حديقة الأزهر كبرى متنزهات القاهرة

تعتبر النزهة بمثابة الترويح عن النفس . يمكن أن تكون النزهة التجول في الأماكن ذات المناظر الطبيعية الجميلة مثل الحدائق في الهواء الطلق، الخروج إلى الأماكن العامة، الذهاب إلى المنتجعات المائية، الجلوس عند البحر والأنهار، زيارة الأماكن التاريخية والمتاحف، الخروج للتخييم خارج المدن.